# Yu (Stargate)
Yu, es un personaje ficticio de la serie de televisión estadounidense Stargate SG-1, 
interpretado por el actor Vince Crestejo.
Yu-huang Shang Ti El Emperador de Jade también conocido como Yu el grande o simplemente Yu Fue uno de los más antiguos Goa'uld Señor del Sistema.
Yu fue parte de la delegación que fue enviado por los Señores del Sistema para negociar la Tierra en el Tratado de Planetas Protegidos por los 
Asgard's, junto con Cronos y Nirrti. Favoreció parcialmente el tratado, ya que sus 
intereses ya no residían en esa zona de la Vía Láctea, mirando hacia otro abuso. Después de que el SG-1 reveló la traición de Nirrti para matar a 
Cronos, Yu fue convencido para permitir que la Tierra haga parte del tratado, y también dejar que ellos mantengan su Stargates, que eran 
originalmente para ser retenido como condición del tratado, aunque él y Cronos tuvo en cuenta que cualquier SG-equipos que se encuentran en los 
planetas Goa'uld controlada todavía serían presa fácil.

## Personalidad
A diferencia de la mayoría Goa'uld, que son generalmente megalómano y obsesionado con la dominación total, Yu puede ser bastante pragmático y metódico. 
Aunque ciertamente no es amigo de la Tierra, Yu se refiere principalmente a fortalecer su control sobre el territorio que ya controla, mientras que otro Goa'uld 
menudo será un desperdicio de azar recursos tratando de conquistar la galaxia entera.
Yu también es a menudo bastante dispuesto a negociar con la Tierra (en comparación con otros Señores del Sistema que ve a todos los seres humanos como ganado) 
y alcanzar una solución diplomática más o menos coexistente con la Tau'ri, dos veces ayudándoles en sus campañas contra otro Señores del Sistema 
cuando sus propias fuerzas eran insuficientes para la tarea en cuestión (Sin embargo, se afirma que esto se debe en gran parte al hecho de que los territorios 
controlados por Yu están en el lado opuesto de la Vía Láctea, y por lo tanto la mayor parte de los otros Señores del Sistema se encuentran entre Yu y la 
Tierra: permitiendo sobrevivir a la Tierra y ayudar a desestabilizar a sus enemigos Goa'uld de Yu situadas entre los dos).
Otro factor es simplemente la persona que tomó Yu, la de uno de los primeros emperadores de China, que no fue realmente considerado un "dios" en sí. Al igual que 
muchos otros Goa'uld, sin embargo, Yu no generalmente parecen creer su propia propaganda (a diferencia de Ba'al, que reconoció en privado 
la falsedad de esta afirmación y era bastante frívolo al respecto). Sin embargo, rara vez Yu afirma este hecho, aun cuando se le preguntó, o esforzarse por 
obligar a otros a reconocer que (a diferencia de Apophis y Sokar, que eran más bien auto-obsesionado con su 
condición de "dioses").
A diferencia de otros Goa'uld, que podría estar de acuerdo en una alianza con los Tau'ri para lograr un objetivo inmediato y luego volverse contra ellos 
cuando sea el momento adecuado, Yu generalmente es indicado para mantener su palabra y se adhieren a su acuerdo; la única vez que "traicionó" a La Tierra era 
cuando su senilidad le llevó a cometer un error. También, a diferencia de otros Goa'uld, que al intentar aprovechar cualquier oportunidad de matar al shol'va 
Teal'c y sólo dejará de hacerlo cuando Teal'c se escapa o los mata a sí mismo, Yu una vez permitió a Teal'c vivir, incluso después de que Teal'c 
había intentado asesinarlo, dando a entender que él admiraba la capacidad de Teal'c de no servir ciegamente a otro (Aunque hay que señalar que sus acciones 
también socavaron el intento de Imhotep para infiltrarse en la Rebelión Jaffa, lo que sugiere que el verdadero objetivo de Yu era para 
derrotar a su adversario mientras que guardar las apariencias).
Como se hizo cada vez más senil, las órdenes de Yu se hicieron más errática y poco fiable, pero sus acciones pasadas aseguraron la continua lealtad de su primer 
primado, Oshu, que tomó el control de los ejércitos de Yu cuando salía de su maestro como figura pública, aceptar ser el más mental Ba'al 
estable siempre y cuando las acciones del Ba'al servirían para beneficiarse de Yu, tales como a través de asegurar la destrucción de Anubis.